# 帕蒂·瑪麗特
帕蒂·瑪麗特（英語：Pattie Mallette，1975年4月2日—），是一名加拿大作家和電影製作人，賈斯汀·比伯的母親。她的自傳《Nowhere but Up》於2012年由基督教圖書出版商Revell出版，在發行的第一周就在紐約時報暢銷書榜上排名第17。

## 外部連結
- 帕蒂·瑪麗特
- 帕蒂·瑪麗特在互联网电影资料库（IMDb）上的資料（英文）